# Bierkeller (Stetten im Remstal)

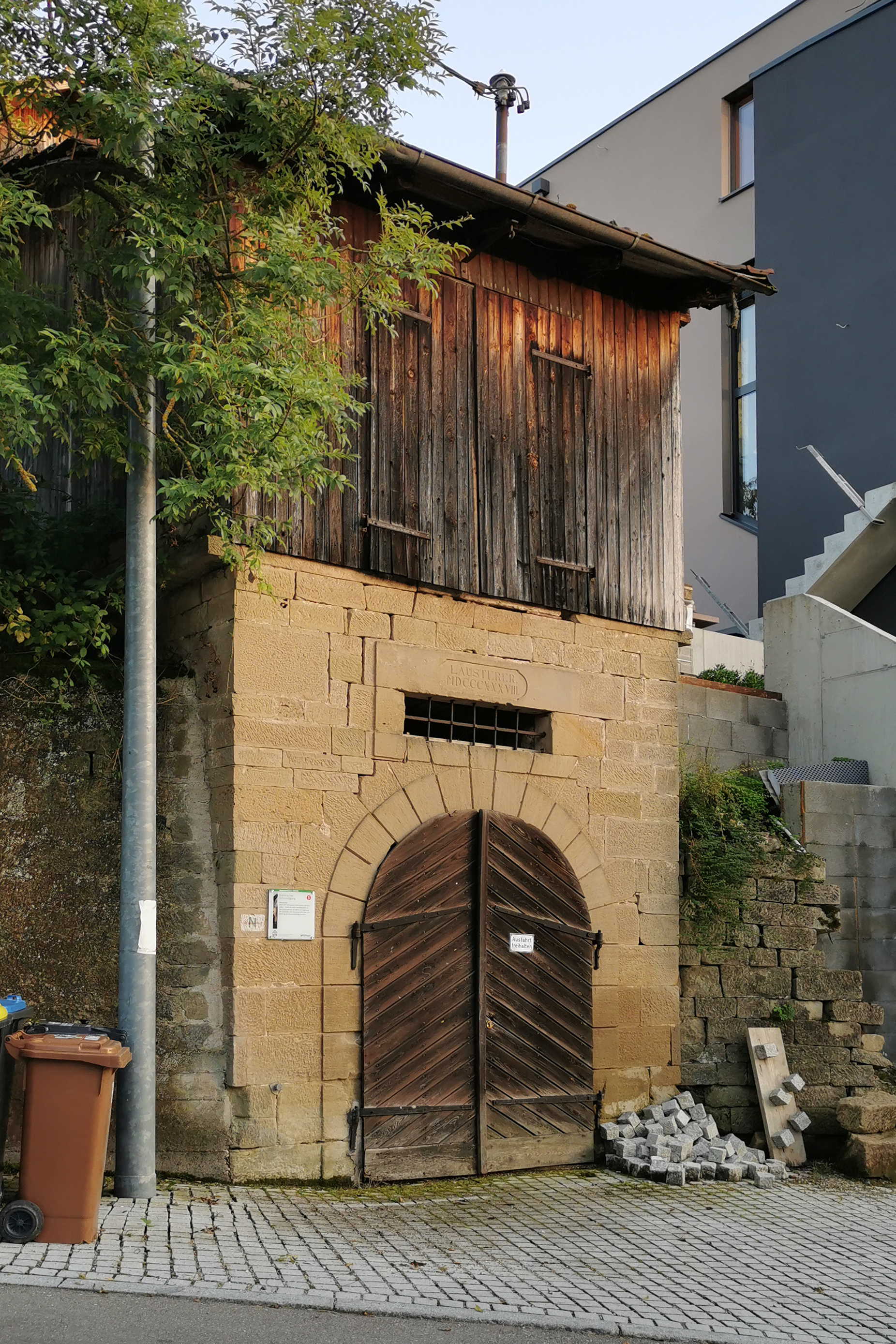
Bierkeller in Stetten im Remstal (2021)

Der historische Bierkeller ist ein Kulturdenkmal in der Steigstraße 20 in Stetten im Remstal.

## Lage
Der Bierkeller befindet sich an der Kreuzung zwischen der Steigstraße und der Kleinen Steige am Ortsrand zu den Weinbergen von Stetten. Der Fußweg zum Ortskern mit der St.-Veits-Kirche beträgt rund 200 m.

## Geschichte
Der historische Bierkeller wurde durch Karl Gustav Lauster im Jahre 1838 erbaut. Dieser wurde durch den Gasthof zum Ochsen mit Lauster als Wirt genutzt. Vor allem zur Lagerung von Eisblöcken, die das ganze Jahr zur Kühlung des Biers benötigt wurden.
Möglicherweise wurde er auch zur Lagerung von Bier genutzt, da früher, bis in die 1930er Jahre in Stetten auch Hopfen angebaut wurde.
Genutzt wurde er allerdings überwiegend als Weinkeller durch die Küfer- und Weinhändlerfamilie Dietelbach, welche noch bis in die 1960er eigene Weinfässer gemacht hat. Heute ist er im Besitz der Familie Schlaich und steht leer.